# RUSH EYE
RUSH EYE（ラッシュアイ）は、日本の音楽プロデューサー、作詞家、作曲家、編曲家。
兵庫県西宮市出身。

## 概要
Akira Matsumoto名義としても活動
学生時代ボーカルとして活動していたバンドでメジャーレーベルと契約
脱退後は、上京し本格的にソングライティング、トラックメイクを始める
多数のアーティストに楽曲提供しており、提供作品はミリオンセールスをはじめオリコンランキング 1 位を複数回記録
近年では海外で開催されるソングライティングキャンプに参加し国内は勿論、海外のクリエイターとも共同で制作活動を行い活躍している。

## 主な提供楽曲
- French Montana
  - 「Ride The Wave」（SOUNDRAW（AI楽曲生成サービス）と共同名義でトラックプロデュース）
- JO1
  - 「ALL HOURS」（Geek Boy Al Swettenham・CR・SB・Jinwoo Choiと共作曲/Geek Boy Al Swettenhamと共編曲）
- 倖田來未
  - 「「Sure shot」（Hi-yunk'BACK-ONと共作曲/編曲）
- 青山テルマ
  - 「My Only Lover」（春川仁志,前迫潤哉と共作曲/編曲）
- ソナーポケット
  - 「LA LA LOVE」（Sonar Pocketと共作曲/編曲）
- AKB48
  - 「だから君が好きなのか」（作曲/編曲、Akira Matsumoto名義）
- 円神
  - 「MERRY GO ROUND」（Didrik Thottと共作曲/編曲）[2]
- M!LK
  - 「labyrinth」（Masaki Tomiyamaと共作曲）
  - 「Break it down」（SUNNY-PLAYと共作曲/編曲）
- ICEx
  - 「CANDY」（作詞/KISSYと共作曲）[3]
  - 「 Destiny」（作詞/Masaki Tomiyamaと共作曲）
- Lead
  - 「志~KO.KO.RO.ZA.SHI.~」（RainManと共作曲/編曲）
- TEE
  - 「夢のレシピ」（SUNNY BOY・Ryosuke Imai'・TEEと共作曲/編曲）
- Boys Republic
  - 「君がそばにいて」（春川仁志,前迫潤哉と共作曲/編曲）
- ARP
  - 「Paradise」（春川仁志,前迫潤哉と共作曲/編曲）
  - 「It’s Show Time」（春川仁志,前迫潤哉と共作曲/編曲）
  - 「Burn it up」（春川仁志,前迫潤哉と共作曲/編曲）
- X4
  - 「Party Up!!」（X4と共作曲/編曲）
  - 「Thank You」（編曲）
  - 「Don’t need words」（Shogoと共作曲/編曲）
- 観月ありさ
  - 「Always Alright」（Hiromitsu Ando、miwaflowerと共作曲/編曲）
  - 「Goodbye My Lonely」（miwaflowerと共作曲/編曲）
- VOLTACTION
  - 「 TAKE ACTION」（Erik Lidbomと共作曲/編曲）
- 超新星
  - 「 Fireworks」（Kyosuke Yamanakaと共作曲）

### ジャニーズ事務所関連
- - Snow Man
    - 僕という名のドラマ（HIKARIと共作曲/編曲）[4]

  - King & Prince
    - I Will...（Funk Uchino、Ryota Nakai共作曲/編曲）

  - Kis-My-Ft2
    - Luv Bias（Gustav Maredと共編曲）
    - memento（HIKARIと共作曲）

  - Hey! Say! JUMP
    - ラブレター（岡田一成と共作曲/編曲）

  - ふぉ〜ゆ〜
    - Tokyo Lover（イワツボコーダイと共作詞/イワツボコーダイ・SABZEVARI HANIF・DAHL PEOと共作曲）

### LDH関連
- GENERATIONS from EXILE TRIBE
  - 「Supersonic」（Erik Lidbomと共作曲/編曲）
- THE RAMPAGE from EXILE TRIBE
  - FIRED UP（Erik Lidbomと共作曲/編曲）
  - Let’s Go Crazy（WON,Ryo Fujishimaと共作曲）
- FANTASTICS from EXILE TRIBE
  - Every moment（Erik Lidbomと共作曲/編曲）
- KID PHENOMENON
  - ONE DAY（Erik Lidbomと共作曲/編曲）
- iScream
  - 「Pom Pom Pop」（Caroline Gustavsson,Carlos Okabeと共作曲/編曲）
- E-girls
  - Perfect World（miwaflowerと共作曲/編曲）
  - あいしてると言ってよかった（イワツボコーダイと共編曲）
- Flower
  - 瞳の奥の銀河（春川仁志,前迫潤哉と共作曲/春川仁志と共編曲）[5]
- Happiness
  - 「Always」（春川仁志,前迫潤哉と共作曲/春川仁志と共編曲）

### ラブライブ！関連
- Aqours
  - 「SORA, FUJI, SUNSHINE!」（春川仁志,前迫潤哉と共作曲/春川仁志と共編曲）[6]
  - 「僕らの海でまた会おう」（春川仁志と共作曲/編曲）
- わいわいわい
  - 「ファボタージュ」（TAKAROT,TOPHAMHAT-KYOと共作曲/編曲）